# Чжао-хоу (царство Цзинь, эпоха Чуньцю)
Цзиньский Чжао-хоу (晉昭侯) – двенадцатый правитель царства Цзинь в эпоху Чуньцю по имени Цзи Бо (姬伯). Сын Вэнь-хоу. Правил 6 лет (746 до н. э. – 739 до н. э.). 
В начале правления выделил своему дяде Чэн-ши крупный удел Цюй-во (曲沃), с одноименной столицей. Причем столица Цюй-во была крупнее столицы царства Цзинь. Причины такой щедрости неизвестны, фактически создалась ситуация, когда внутри царства Цзинь возникло ещё одно государство. Это послужило причиной пессимистичных прогнозов относительно будущего царства Цзинь:

 Смуты в Цзинь возникнут в Цюй-во. Когда верхушка больше основания, да к тому же овладела сердцами народа, что же можно ожидать, кроме смут! (Перевод Вяткина Р. В.) 
В 739 до н. э. Чжао-хоу был убит своим сановником Пань-фу (潘父), который затем пригласил Чэн-ши занять трон. Тот выразил готовность, но население столицы царства Цзинь воспрепятствовало этому, убив Пань-фу и поставив на трон сына Чжао-хоу — Сяо-хоу.